# Émilien Victor Cordonnier
Émilien Victor Cordonnier, né le 23 mars 1858 à Surgy et mort le 17 novembre 1936 à Neuilly-sur-Seine, est un général de division français de la Première Guerre mondiale, grand officier de la Légion d'honneur.
Il commande l'armée française d'Orient (AFO) d'août 1916 à octobre 1916.

## Biographie

### Famille
Il est le fils d'Edme Cordonnier, ingénieur-draineur, et d'Anne Rollet.

### Début de carrière
Victor Cordonnier intègre l'école spéciale militaire de Saint-Cyr, promotion de « Novi Bazar » (1877-1879).
Du mois de novembre 1885 au mois de novembre 1887, il suit les cours de l'École supérieure de guerre.
En 1900, Cordonnier, capitaine et officier d'ordonnance du général commandant la 30e division d'infanterie, est nommé chevalier de la Légion d'honneur.
En 1906, il est professeur adjoint du cours d'histoire militaire, de stratégie et de tactique générale à l'École supérieure de guerre. Il est promu lieutenant-colonel en juin 1907.
En 1910, il réintègre le 119e régiment d'infanterie dont il aura le commandement comme colonel.

### Première Guerre mondiale

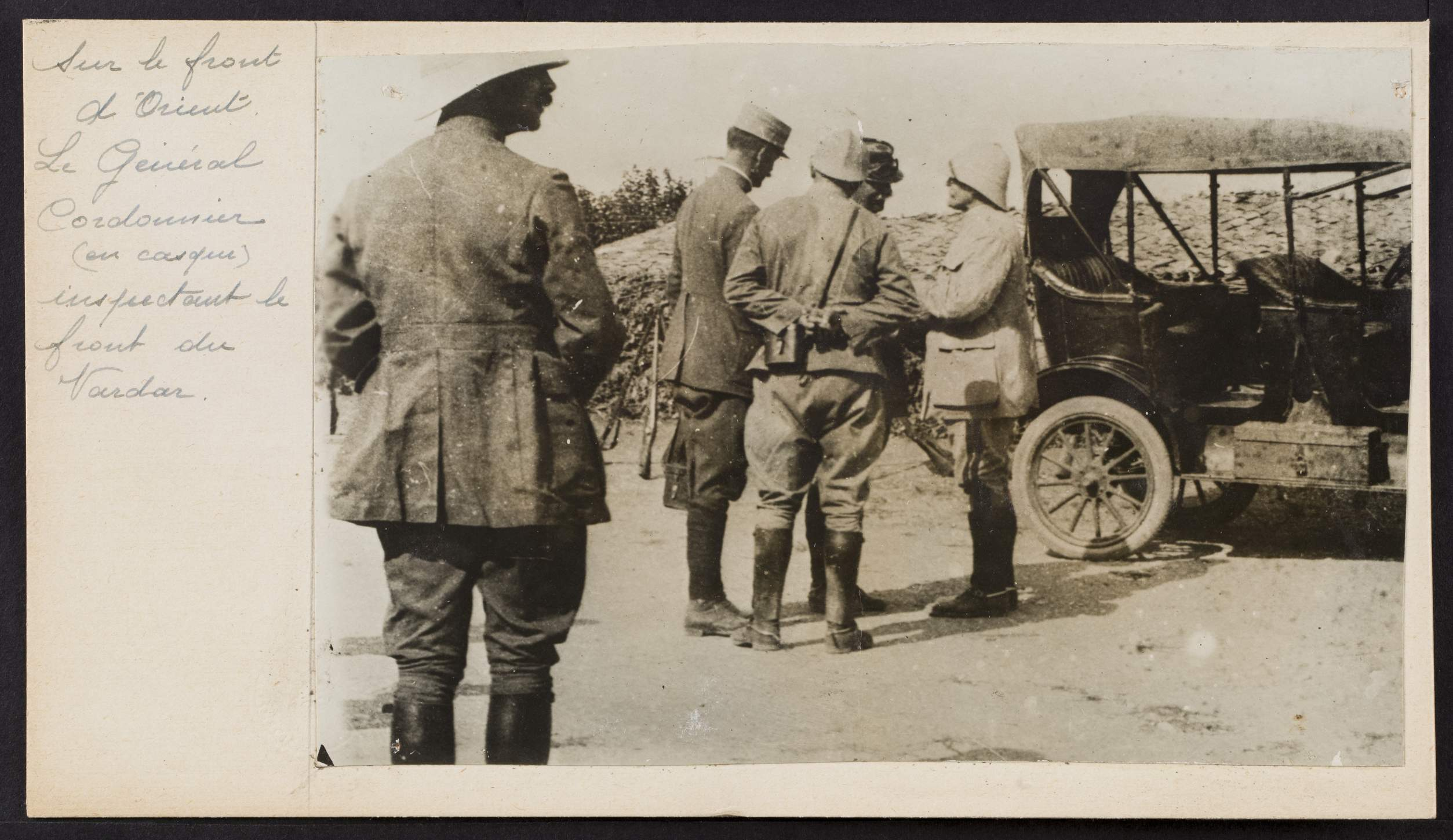
Le général Cordonnier inspectant le front du Vardar.

En 1913, comme général, il reçoit le commandement de la 87e brigade (4e division d'infanterie). Cette brigade  participe à la bataille de Mangiennes le 10 août 1914 et également à la bataille des Ardennes. Il dirige la 3e division lors de la bataille de la Marne. En décembre 1914, il est fait officier de la Légion d'honneur puis commandeur de la Légion d'honneur en 1916. Il est nommé général de division en 1915. Par la suite, il commande la 57e division d'infanterie de réserve et les forces françaises de l’Armée d'Orient, qui deviendra l'armée française d'Orient, sous les ordres du général Sarrail à Salonique. 
Il est renvoyé par Sarrail le 14 octobre après l'échec sanglant d'une attaque allié ordonnée par Sarrail et à laquelle Cordonnier s'était opposée.

### Après la guerre
Après la guerre, le général Cordonnier retourne en France pour subir plusieurs opérations contre le cancer. Ne pouvant reprendre ses fonctions à cause de son état de santé, il arrête sa carrière et prend sa retraite. En 1921, il publie Une Brigade au feu ; Potins de Guerre, un hommage à la 87e brigade qu'il a commandée.
Il est élevé à la dignité de grand officier de la Légion d'honneur le 25 décembre 1929.

## Œuvres
- Les Japonais en Mandchourie (The Japanese in Manchuria; vol. 1, 1904) à Google Books
- Une Brigade au feu ; Potins de Guerre à Google Books
- Ai-je trahi Sarrail ? sur Gallica, 1930

## Décorations
- Grand officier de la Légion d'honneur (25 décembre 1929)
  - Commandeur (27 avril 1916)
  - Officier (9 octobre 1914)
  - Chevalier (11 juillet 1900)